# 松本駅長殉難碑
松本駅長殉難碑（まつもとえきちょうじゅんなんひ）は、神奈川県小田原市栄町1丁目6-12にある石碑である。
台風で殉職した小田原駅長のために建立された殉難碑である。小田原駅の第6代目駅長であった松本宇一は、1941年（昭和16年）7月22日の暴雨風の折、支障場所を視察中に誤って足を滑らせ、死亡した。それを悼み、親交のあった菊池寛が功彰の碑文を寄稿した。小田原市市制50周年記念「ときめき小田原夢まつり」の開催期間中の7月22日には、当時の市長も出席した慰霊祭が行われた。
- 交通 - JR東海道本線小田原駅東口より南へ約500メートル。